# بانگ‌مرغ لافرسنای
بانگ‌مرغ لافرسنای (نام علمی: Xenopirostris xenopirostris) نام یک گونه از سرده شگرف‌ها است.